# Larchamp (Orne)
Larchamp és un antic municipi francès, situat al departament de l'Orne i a la regió de Normandia. L'any 2007 tenia 292 habitants.
A partir de l'1 de gener de 2015, Larchamp es fusiona amb sis municipis i conformen el municipi nou Tinchebray-Bocage.

## Demografia

### Població
El 2007 la població de fet de Larchamp era de 292 persones. Hi havia 112 famílies de les quals 28 eren unipersonals (4 homes vivint sols i 24 dones vivint soles), 32 parelles sense fills, 48 parelles amb fills i 4 famílies monoparentals amb fills.
La població ha evolucionat segons el següent gràfic:
Habitants censats

### Habitatges
El 2007 hi havia 138 habitatges, 114 eren l'habitatge principal de la família, 10 eren segones residències i 14 estaven desocupats. 137 eren cases i 1 era un apartament. Dels 114 habitatges principals, 95 estaven ocupats pels seus propietaris, 18 estaven llogats i ocupats pels llogaters i 1 estava cedit a títol gratuït; 6 tenien dues cambres, 21 en tenien tres, 30 en tenien quatre i 57 en tenien cinc o més. 95 habitatges disposaven pel capbaix d'una plaça de pàrquing. A 50 habitatges hi havia un automòbil i a 57 n'hi havia dos o més.

### Piràmide de població
La piràmide de població per edats i sexe el 2009 era:
| Homes | Edats   | Dones |
| ----- | ------- | ----- |
| 0     | 95 o +  | 0     |
| 0     | 90 a 94 | 0     |
| 0     | 85 a 89 | 4     |
| 4     | 80 a 84 | 0     |
| 0     | 75 a 79 | 4     |
| 12    | 70 a 74 | 16    |
| 8     | 65 a 69 | 8     |
| 4     | 60 a 64 | 0     |
| 0     | 55 a 59 | 8     |
| 16    | 50 a 54 | 4     |
| 4     | 45 a 49 | 12    |
| 4     | 40 a 44 | 4     |
| 8     | 35 a 39 | 8     |
| 20    | 30 a 34 | 12    |
| 16    | 25 a 29 | 12    |
| 12    | 20 a 24 | 0     |
| 4     | 15 a 19 | 8     |
| 8     | 10 a 14 | 24    |
| 16    | 5 a 9   | 8     |
| 0     | 0 a 4   | 8     |

## Economia
El 2007 la població en edat de treballar era de 181 persones, 136 eren actives i 45 eren inactives. De les 136 persones actives 128 estaven ocupades (69 homes i 59 dones) i 8 estaven aturades (5 homes i 3 dones). De les 45 persones inactives 15 estaven jubilades, 17 estaven estudiant i 13 estaven classificades com a «altres inactius».

### Ingressos
El 2009 a Larchamp hi havia 123 unitats fiscals que integraven 315 persones, la mediana anual d'ingressos fiscals per persona era de 16.525 €.

### Activitats econòmiques
Dels 5 establiments que hi havia el 2007, 2 eren d'empreses de construcció, 1 d'una empresa de comerç i reparació d'automòbils, 1 d'una empresa d'hostatgeria i restauració i 1 d'una empresa de serveis.
L'únic servei als particulars que hi havia el 2009 era una lampisteria.
L'any 2000 a Larchamp hi havia 33 explotacions agrícoles que ocupaven un total de 552 hectàrees.

## Poblacions més properes
El següent diagrama mostra les poblacions més properes.